# Syd Puddefoot
Sydney „Syd“ Charles Puddefoot (* 17. Oktober 1894 im Limehouse; † 2. Oktober 1972 in Rochford, Essex) war ein englischer Fußball-  und Cricketspieler.

## Sportlicher Werdegang
Puddefoot kam über Condor Athletic und Limehouse Town 1912 zu West Ham United in die Southern League. Zunächst Amateurspieler erhielt er dort einen Profivertrag, ehe der Spielbetrieb aufgrund des Ersten Weltkriegs zum Erliegen kam. Zunächst Arbeiter in einer Munitionsfirma blieb ihm ein Fronteinsatz erspart, vielmehr blieb er als Spieler in der kriegsbedingt formierten Meisterschaft The Football Combination dem Fußballbetrieb erhalten. Später diente er im schottischen Bridge of Allan, so dass er als Gastspieler den FC Falkirk unterstützte. Nach Wiederaufnahme des Spielbetriebs wurden die Hammers in die Second Division der Football League aufgenommen. In der Zweitligasaison 1920/21 führte er die Mannschaft dort auf den fünften Tabellenplatz und krönte sich zum Torschützenkönig.
Für die damalige Rekordsumme von 5000 Pfund kehrte Puddefoot 1922 zum FC Falkirk zurück, parallel wechselte sein Bruder Len Puddefoot ebenfalls von London zum schottischen Klub. Nach drei Jahren wechselte er zurück in den englischen Fußball, wo er sich den in der First Division antretenden Blackburn Rovers anschloss. Im Oktober debütierte er in der englischen Nationalmannschaft bei einem 0:0-Unentschieden gegen irischen Nationalmannschaft, im April des folgenden Jahres bestritt er bei der 0:1-Niederlage gegen Schottland sein zweites und letztes Länderspiel. Mit dem Klub gewann er im Wettbewerb um den FA Cup 1927/28 durch einen 3:1-Finalerfolg über Huddersfield Town den Titel, dabei hatte er in der ersten Spielminute den frühen Führungstreffer durch Jack Roscamp aufgelegt. Anfang 1932 kehrte er zum mittlerweile ebenfalls in der ersten Liga spielenden West Ham United zurück, verpasste aber mit dem Klub den Klassenerhalt. Im April des folgenden Jahres setzte der Zweitligist ihn auf die Transferliste.
Parallel spielte Puddefoot zeitweise zu Beginn der 1920er Jahre First-Class Cricket für den Essex County Cricket Club. Im Juni 1934 spielte er für den St. Annes FC nochmals zwei Partien in der Ribblesdale League.
Nachdem ein Engagement als Trainer des FC Blackpool, wo Puddefoot sich in der Nähe zwischenzeitlich niedergelassen hatte, nicht zustande gekommen war, ging er im Sommer 1933 als Spielertrainer zu Galatasaray Istanbul in die Türkei. Im Februar des folgenden Jahres kam es bei einem Derby gegen Fenerbahçe Istanbul zu einem Eklat, als eine Massenschlägerei ausbrach und er attackiert wurde. In der Folge wurden 17 der 22 Spieler gesperrt. Für die Geburt der Tochter Susanne Puddefoot, später eine führende Journalistin der The Times, kehrte er mit seiner Frau nach England zurück. Nach einem kurzzeitigen Engagement in den Niederlanden war er kurzzeitig als Nachfolger von Wally Hardinge FA-Instrukteur bei den Kent Secondary Schoolboys. Ab März 1935 war er Trainer bei Northampton Town, zwei Jahre später trat er im März 1937 von seinem Amt zurück.
Hauptberuflich war Puddefoot als Beamter in Blackpool tätig und ging 1963 in den Ruhestand. Später engagierte er sich nochmals im Funktionsteam von Southend United.